# Fotbalul în Luxemburg
Fotbalul este cel mai popular sport în Luxemburg. Fotbalul în Luxemburg este guvernat de Federația de Fotbal a Luxemburgului (FLF), țara fiind membru FIFA și UEFA. FLF se ocupă cu echipa masculină, feminină și cea de futsal. De asemenea, organizează principalele competiții domestice: BGL Ligue și Cupa Luxemburgului.